# A buddhizmus időrend szerint
Ennek a szócikknek az a célja, hogy a történelmi Buddha születésétől jelen korunkig végig vezesse a főbb történéseket kronológiai sorrendben.

## Idővonal
| Idővonal: Buddhista hagyományok fejlődése és terjedése (i.e. 450 körül – i.sz. 1300 körül)                |                                     |                         |                         | | |                  |                            |                            |                            |                            |                            |  |
| |                                     |                         |                         | | |                  |                            |                            |                            |                            |                            |  |
| | i. e. 450                           | i. e. 450               | i.e. 250                | 100 | 100 | 500              | 500                        | 700                        | 800                        | 800                        | 1200                       |  |
| |                                     |                         |                         | | |                  |                            |                            |                            |                            |                            |  |
| India | Korai szangha                       |                         |                         | | |                  |                            |                            |                            |                            |                            |  |
| India | Korai szangha                       | Korai buddhista iskolák | Korai buddhista iskolák | Korai buddhista iskolák                                                                                                  | Korai buddhista iskolák                                                                                                  | Mahájána         | Mahájána                   | Vadzsrajána                | Vadzsrajána                | Vadzsrajána                |                            |  |
| India | Korai szangha                       | Korai buddhista iskolák | Korai buddhista iskolák | Korai buddhista iskolák                                                                                                  | Korai buddhista iskolák                                                                                                  |                  |                            |                            |                            |                            |                            |  |
| India | Korai szangha                       |                         |                         | | |                  |                            |                            |                            |                            |                            |  |
| India | Korai szangha                       |                         |                         | | |                  |                            |                            |                            |                            |                            |  |
| |                                     |                         |                         | | |                  |                            |                            |                            |                            |                            |  |
| Srí Lanka és Délkelet-Ázsia                                                                               |                                     |                         |                         | | |                  |                            |                            |                            |                            |                            |  |
| Théraváda buddhizmus                                                                                      |                                     |                         |                         | | |                  |                            |                            |                            |                            |                            |  |
| |                                     |                         |                         | | |                  |                            |                            |                            |                            |                            |  |
| |                                     |                         |                         | | |                  |                            |                            |                            |                            |                            |  |
| Tibet |                                     |                         |                         | | |                  |                            | Nyingma                    | Nyingma                    |                            |                            |  |
| Tibet |                                     |                         |                         | | |                  |                            | Nyingma                    | Nyingma                    |                            |                            |  |
| Tibet | Kadam                               |                         |                         | | |                  |                            | Nyingma                    | Nyingma                    |                            |                            |  |
| Tibet | Kagyü                               |                         |                         | | |                  |                            | Nyingma                    | Nyingma                    |                            |                            |  |
| Tibet | Dagpo                               |                         |                         | | |                  |                            | Nyingma                    | Nyingma                    |                            |                            |  |
| Tibet | Szakja                              |                         |                         | | |                  |                            | Nyingma                    | Nyingma                    |                            |                            |  |
| Tibet | Dzsonang                            |                         |                         | | |                  |                            | Nyingma                    | Nyingma                    |                            |                            |  |
| |                                     |                         |                         | | |                  |                            |                            |                            |                            |                            |  |
| Kelet-Ázsia                                                                                               |                                     |                         |                         | Korai buddhista iskolák és a Mahájána ( a selyemúton keresztül Kínába, óceáni kapcsolattal Indiába és egészen Vietnámig) | Korai buddhista iskolák és a Mahájána ( a selyemúton keresztül Kínába, óceáni kapcsolattal Indiába és egészen Vietnámig) |                  | Tangmi / Han-csuan Mi-cung | Tangmi / Han-csuan Mi-cung | Tangmi / Han-csuan Mi-cung | Tangmi / Han-csuan Mi-cung | Tangmi / Han-csuan Mi-cung |  |
| Kelet-Ázsia                                                                                               |                                     | Nara                    | Nara                    | Korai buddhista iskolák és a Mahájána ( a selyemúton keresztül Kínába, óceáni kapcsolattal Indiába és egészen Vietnámig) | Korai buddhista iskolák és a Mahájána ( a selyemúton keresztül Kínába, óceáni kapcsolattal Indiába és egészen Vietnámig) | Singon           | Singon                     | Singon                     |                            |                            |                            |  |
| Kelet-Ázsia                                                                                               | Csan                                |                         |                         | Korai buddhista iskolák és a Mahájána ( a selyemúton keresztül Kínába, óceáni kapcsolattal Indiába és egészen Vietnámig) | Korai buddhista iskolák és a Mahájána ( a selyemúton keresztül Kínába, óceáni kapcsolattal Indiába és egészen Vietnámig) |                  |                            |                            |                            |                            |                            |  |
| Kelet-Ázsia                                                                                               | Thiền, Szon                         |                         |                         | Korai buddhista iskolák és a Mahájána ( a selyemúton keresztül Kínába, óceáni kapcsolattal Indiába és egészen Vietnámig) | Korai buddhista iskolák és a Mahájána ( a selyemúton keresztül Kínába, óceáni kapcsolattal Indiába és egészen Vietnámig) |                  |                            |                            |                            |                            |                            |  |
| Kelet-Ázsia                                                                                               |                                     | Zen                     |                         | Korai buddhista iskolák és a Mahájána ( a selyemúton keresztül Kínába, óceáni kapcsolattal Indiába és egészen Vietnámig) | Korai buddhista iskolák és a Mahájána ( a selyemúton keresztül Kínába, óceáni kapcsolattal Indiába és egészen Vietnámig) |                  |                            |                            |                            |                            |                            |  |
| Kelet-Ázsia                                                                                               | Tientaj                             |                         |                         | Korai buddhista iskolák és a Mahájána ( a selyemúton keresztül Kínába, óceáni kapcsolattal Indiába és egészen Vietnámig) | Korai buddhista iskolák és a Mahájána ( a selyemúton keresztül Kínába, óceáni kapcsolattal Indiába és egészen Vietnámig) |                  |                            |                            |                            |                            |                            |  |
| Kelet-Ázsia                                                                                               | Tendai                              |                         |                         | Korai buddhista iskolák és a Mahájána ( a selyemúton keresztül Kínába, óceáni kapcsolattal Indiába és egészen Vietnámig) | Korai buddhista iskolák és a Mahájána ( a selyemúton keresztül Kínába, óceáni kapcsolattal Indiába és egészen Vietnámig) |                  |                            |                            |                            |                            |                            |  |
| Kelet-Ázsia                                                                                               | Nicsiren                            |                         |                         | Korai buddhista iskolák és a Mahájána ( a selyemúton keresztül Kínába, óceáni kapcsolattal Indiába és egészen Vietnámig) | Korai buddhista iskolák és a Mahájána ( a selyemúton keresztül Kínába, óceáni kapcsolattal Indiába és egészen Vietnámig) |                  |                            |                            |                            |                            |                            |  |
| Kelet-Ázsia                                                                                               | Dzsódo                              |                         |                         | Korai buddhista iskolák és a Mahájána ( a selyemúton keresztül Kínába, óceáni kapcsolattal Indiába és egészen Vietnámig) | Korai buddhista iskolák és a Mahájána ( a selyemúton keresztül Kínába, óceáni kapcsolattal Indiába és egészen Vietnámig) |                  |                            |                            |                            |                            |                            |  |
| |                                     |                         |                         | | |                  |                            |                            |                            |                            |                            |  |
| Közép-Ázsia és Tarim-medence                                                                              |                                     |                         | Gréko-buddhizmus        | Gréko-buddhizmus | Gréko-buddhizmus | Gréko-buddhizmus |                            |                            |                            |                            |                            |  |
| Közép-Ázsia és Tarim-medence                                                                              |                                     |                         |                         | | |                  |                            |                            |                            |                            |                            |  |
| Közép-Ázsia és Tarim-medence                                                                              | A buddhizmus terjedése a selyemúton |                         |                         | | |                  |                            |                            |                            |                            |                            |  |
| |                                     |                         |                         | | |                  |                            |                            |                            |                            |                            |  |
| | i.e. 450                            | i.e. 450                | i.e. 250                | 100 | 100 | 500              | 500                        | 700                        | 800                        | 800                        | 1200                       |  |
| \| \| Magyarázat: \| \| = Théraváda \| \| = Mahájána \| \| = Vadzsrajána \| \| = Vegyes / szinkretikus \| |                                     |                         |                         | | |                  |                            |                            |                            |                            |                            |  |
| | Magyarázat:                         |                         | = Théraváda             | | = Mahájána |                  | = Vadzsrajána              |                            | = Vegyes / szinkretikus    |                            |                            |  |

## Az alapítástól az időszámítás kezdetéig
Egyes források i. e. 563-ra teszik Buddha születését, mások i. e. 624-re. A théraváda buddhista országokban ez utóbbi a használatos. Ez 61 évvel visszafelé átalakítja a következő táblázatot. Lásd Théraváda buddhizmus.
Nincs egyetértés a buddhista időszak alap dátumában, ugyanis két lehetséges dátum jelöli Buddha parinirvánáját: i. e. 544 és i. e. 483. Wilhelm Geiger német keletkutató szerint a Srí Lanka-i krónikák, a Dípavamsza és a Mahávamsza számít elsődleges forrásként az ókori Dél-Ázsia időrendjénél. Ők Asóka király felszentelését a parinirvána utáni 218. évre teszik. Csandragupta Maurja 56 évvel ezelőtt került a trónra, azaz 162 évvel a parinirvána után. Csandragupta koronázásának hozzávetőleges dátumáról tudva levő, hogy i. e. 321 köré tehető egy-két év eltéréssel (Megaszthenész ókori görög etnográfus írásaiból). Így a parinirvána i. e. 485 és i. e. 481 között kellett, hogy legyen - ez egybehangzik a mahájána dátummal, ami i. e. 483.
Úgy tűnik, hogy a két felfogás közötti különbség III. Udaja (946–954 vagy 1007–1015) és Parakkama Pandja (kb. 1046–1048) Srí Lanka-i királyok idején történt, amikor rengeteg zúgolódás ment végbe az országban.
- i. e. 563: Gautama Sziddhártha, a leendő Buddha Lumbiniben született egy vezető királyi család sarjaként a Sakja királyságban, a mai Nepál területén.
- i. e. 534: Sziddhártha herceg első alkalommal hagyja el a palotát és meglátja a négy gondolatébresztő látványt: egy öregembert, egy beteg embert, egy halott embert, és egy szent embert. Elképeszti az első három, hiszen nem ismerte addig sem az öregedést, sem a betegséget, sem a halált. Lenyűgözte őt a szent ember, aki feladta minden vagyonát. Ezután elhagyta a házát és három aszkétával élt. Azonban többet akart annál, mint éheztetni saját magát - így vált vallási tanítóvá.
- i. e. 528: Sziddhártha eléri a megvilágosodást a mai Bodh-Gaja területén. Ezután elutazott egy őz parkba Szárnáthba (Váránaszi mellett), ahol elkezdi hirdetni a dharmát. A legenda szerint, Trapusha és Bhallika, kereskedő testvérpár Okkalából (ma Rangun), elsőként ajánlanak ételt Gautamának, a megvilágosodott Buddhának.A Buddha 8 hajszálat adott a hajából a fivéreknek, amelyet később ők elvittek Burmába és elhelyezték a Svedagon pagodában. Így a legenda szerint ebben az évben épült a Svedagon pagoda.
- kb. i. e. 490–i. e. 410: Buddha élete egy újabb kutatás szerint.[2]
- kb. i. e. 483: Gautama Buddha elhunyt (elérte a parinirvanát) Kuszinarában (ma Kusínagar). Három hónappal a halála után hívták össze az első buddhista zsinatot.
- i. e. 383: a Második buddhista zsinatot Kalaszoka király hívta össze Vaisáliban.
- kb. i. e. 250: a Harmadik buddhista zsinatot Asóka király hívta össze és amelyet Móggaliputta Tissza elnökletével tartottak. Asóka kiad néhány rendeletet (Asóka rendeletei) a buddhizmus támogatása érdekében. Asóka misszionáriusokat küldött távoli országokba (Kína, Mon és Maláj királyságok, valamint a hellenisztikus királyságok) a buddhizmus megismertetése céljából. Az első kharosti írások időszaka.
- i. e. 3. század: indiai kereskedők rendszeresen látogatnak Arábiába.
- kb. i. e. 220: Hivatalos vallás lett Srí Lankán a théraváda buddhizmus.
- i. e. 185: Puszjamitra Szunga megdönti a Maurja dinasztiát és megalapítja a Szung-dinasztiát, amely erősen üldözte a buddhizmust.
- i. e. 180: I. Demetriusz elfoglalja Indiát egészen Pátaliputra városáig és megalapítja az Indo-görög királyságot (i. e. 180–i. e. 10), amely során virágzott a buddhizmus.
- kb. i. e. 150: I. Menandrosz áttért a buddhizmusra.
- i. e. 120: Vu kínai császár (i. e. 156–i. e. 87) két arany Buddha-szobrot kapott ajándékba.
- i. e. 29: leírásra kerül a páli kánon Vattagamiṇi (i. e. 29–17) király uralkodása idején.[1]

## Az időszámítás kezdetétől
- 65: Liu Csing buddhista pártfogása alatt dokumentálták az első buddhista gyakorlatokat.
- 67: A buddhizmust két pap hozta el Kínába: Moton és Csufarlan.
- 68: A buddhizmus hivatalos vallássá válik Kínában, amikor megalapítják a Fehér Ló-templomot.
- 78: Pan Csao, kínai tábornok leigázza a buddhista Khotan királyságot.
- 78–101: A mahájána hagyomány szerint a negyedik buddhista tanácskozás Kaniska király uralma alatt történt Dzsalandar közelében, Indiában.
- 116: A kusánok Kaniska idején létrehoztak egy királyságot Kasgar központtal, és hatalmat gyakoroltak Khotan és Jarkand területek fölött.
- 148: An Si-kao, pártus herceg valamint buddhista szerzetes elérkezik Kínába és elkészíti az első théraváda fordítást kínai nyelvre.
- 2. század/3. század: indiai és közép-ázsiai buddhisták érkeznek Vietnámba.
- 3. század és 5. század: Kharosti írást használnak a déli selyemút városaiban (pl. Khotan vagy Nija).
- 296: a legkorább kínai buddhista szöveg ebben az évben született (Csu Fo jao Csi csing. Talien kínai városban találtak rá 2005 végén).
- 4. század: két kínai pap buddhista írásokat vitt Koreába. Ekkor alapozták meg az országban a papírgyártást.
- 320–467: Nálanda egyeteme akkorára nőtt, hogy 3 000–10 000 szerzetest képes befogadni.
- 5. század: A Funan királyság (központja a mai Kambodzsa területén) a hinduizmustól való eltávolodás mellett kezdi felvenni a buddhizmust. A legkorábbi buddhista bizonyítékok Mianmarban találhatók (páli nyelven) és Indonéziában (szobrok). Ekkor épült Dambullában a sztúpa (Srí Lanka).
- 425: A buddhizmus elérte Szumátra szigetét.
- 485: Öt pap utazott Gandhára ősi királyságból Fuszang földre (Japán, vagy talán az amerikai kontinens), ahol terjesztették a buddhizmust.
- 6. század: Csan szerzetesek érkeztek Vietnámba Kínából. Dzsátaka meséket fordítottak le perzsára I. Huszrau zoroasztriai király parancsára.
- 552: A buddhizmus először érkezik Japánba Koreán keresztül. Néhány tudós ezt 538-ra teszi.
- 8. század: Buddhista születéstörténeteket, ún. dzsátakákat fordítottak le szírre és arabra egy gyűjteménybe, melynek címe Pancsatantra. Damaszkuszi Szent János görög nyelvre lefordította Buddha életét, amely népszerűvé vált a keresztények között is Barlám és Jozafát történeteként. A 14. századra ez a történet olyan közkedvelté vált, hogy a katolikusok szentté avatták. Triszong Deutszen király idején Padmaszambhava Afganisztánból elutazott Tibetbe, hogy ott megalapítsa a tantrikus buddhizmust (később Nyingma iskola néven vált ismertté), amely felváltotta az ősi Bonpo vallást. Gyorsan terjedt ezután tovább a buddhizmus Szikkimbe és Bhutánba.
- kb. 760: Elkezdődött Borobudur, a híres indonéziai buddhista építmény építése. Először valószínűleg egy nem buddhista kegyhelyt akartak létrehozni. 830-ban készült el végül 50 év alatt buddhista épületként.
- 804: Kammu japán császár négy hajót küldött Kínába a fedélzeten egy japán pappal, aki eltanulta a vadzsrajána buddhizmus tanításait. Japánba visszatérve megalapította a Singon iskolát. Egy másik hajón utazott Szaicsó, aki hasonlókképpen alapította meg Japánban a Tendai iskolát. Ez részben a kínai Tien-taj hagyományra épült.
- 838–847: A Tendai iskolához tartozó Ennin pap Kínában utazgatott kilenc éven át. Az ő naplója rendkívül fontossá vált a kínai történelem számára.
- 9. századi Tibet: A buddhizmus hanyatlása.
- 10. század: Elkezdődött a Baganban (Mianmar) lévő buddhista templom építése. Tibetben újra felerősödik a buddhizmus.
- 11. század: Marpa, Koncsog Gjalpo, Atísa, és mások megismertetik Tibetben a Szarma vonalat.
- 1025: Srívidzsaja szumátrai buddhista királyságot lerohanta a dél-indiai Csola-dinasztia. A királyság ugyan nem pusztult el, mégis rengeteget veszít a jelentőségéből.
- 1044–1077: Burmában Pagan első királya Anoratha uralkodott, aki áttért a théraváda buddhizmusra.
- 1084–1113: Elkészül a pagani Svezigon Pagoda, egy szentély Buddha relikviákkal, köztük egy foggal, ami Srí Lankáról került oda.
- 1133–1212: Hónen független szektaként megalapítja a Tiszta Föld buddhizmust Japánban.
- 1181: VII. Dzsajavarman átveszi a Khmer Birodalom feletti irányítást és megalkotja a Bajon templomot, az Angkor templom komplexum legelegánsabb templomát. Ez később hozzájárult ahhoz, hogy a khmer emberek átvegyék a théraváda buddhizmust.
- késő 12. század: Iszlám fosztogatók kirabolták és felégették a hatalmas Nálanda buddhista oktatási központot Indiában.
- 1391–1474: Gyalva Gendun Drubpa, az első tibeti dalai láma.
- 1578: Altan Kán a dalai láma címet adományozza Szönam Gyacónak (később 3. dalai láma néven vált ismertté).
- 1615: Az ojrát mongolok áttérnek a tibeti buddhizmus Gelug iskolájára.
- 1642: Güsi kán a szuverén Tibetet az 5. dalai lámának adományozza.
- 1766–1767: Thaiföldön sok buddhista szöveget pusztítottak el amikor a burmaiak elfoglalták az Ajutthaja királyságot.
- kb. 1860: Srí Lankán, nagy meglepetésre az egyházi és világi társaságok jelentősen felélesztik a buddhizmust. Ez a növekvő nacionalizmus mellett ment végbe. Idegen erők egy ideig üldözték ugyan, később a buddhizmus virágzott.
- 1879: Mindon Min burmai király idején buddhista tanács jött össze, hogy átfogalmazza a Páli Kánont. A szövegeket a király 729 kőbe vésette, melyeket aztán egy Mandalaj közeli monostor földjén helyezték el.
- 1882: Sanghajban megépült a Jade Buddha templom két burmai Jade Buddha szoborral.
- 1893: Chicagóban ülésezett a Világ Vallásainak Parlamentje. Anagarika Dharmapala és Szojen Saku is részt vett.
- 1896: Fa-hszien jegyzeteinek felhasználásával nepáli régészek felfedezték Asóka nagy kőoszlopát Lumbiniben.
- 1899: Gordon Douglast Burmában felszentelték. Ezzel ő lett az első nyugati ember akit a Théraváda hagyomány felszentelt.
- 1930: Megalapították Japánban a Szóka Gakkait.
- 1950: Srí Lankán, Colombóban megalapították a Buddhista Világszövetség szervezetet.
- 1954: Burmában, Rangunban tartották a hatodik buddhista tanácskozást, amelyet U Nu szervezett a történelmi Buddha halálának 2500. évfordulóján.
- 1956: B. R. Ámbédkar indiai vallási vezető áttért a buddhizmusra több mint 350 000 követőjével egyetemben. Ezzel kezdetét vette a modern neo-buddhista mozgalom.
- 1959: A 14. dalai láma megszökik Tibetből a zavargások közepette és Indiában telepedik le száműzetésben.
- 1965: A burmai kormány több mint 700 papot tartóztatott le Hmavbiban, Rangun mellett mert megtagadták, hogy engedelmeskedjenek a kormány uralmának.
- 1970: Az Indonéz Régészeti Szolgálat (Indonesian Archaeological Service) és az UNESCO helyreállították Borobudurt.
- 1974: Burmában, U Thant temetésén történt tiltakozások alatt 600 papot tartóztattak le és néhányat lemészároltak a kormány erői.
- 1975–1979: Pol Pot kambodzsai kommunistái megpróbálták teljesen elpusztítani a buddhizmust, ami majdnem sikerült is nekik. Kambodzsa 1978-as vietnámi megszállása előtt szinte minden szerzetest és vallási vezetőt vagy megöltek vagy száműztek és szinte az összes templomot és buddhista könyvtárat elpusztították.
- 1976: Burmában, tüntetéseket követően a kormány mindent megtett, hogy egy ellenkező papot, La Bát rossz színben tüntessen fel. Kannibálnak és gyilkosnak próbálták beállítani.
- 1978: Burmában további szerzeteseket tartóztattak és vetkőztettek le, majd bebörtönözték őket. A kolostorokat bezárták és a tulajdonukat lefoglalták. U Nayaka papot letartóztatták, aki meg is halt. A kormány állítása szerint öngyilkos lett.
- 1980: A burmai katonai kormány kijelenti, hogy jogosultságot élvez a Szangha fölött és a papokkal szemben folytatta a kegyetlenkedéseket az egész évtizedben.
- 1988: Az 1988-as felkelés során állami alakulatok gépfegyverrel mészárolnak le papokat.
- 1990. augusztus 27. : Több mint 7000 szerzetes találkozott a burmai Mandalajban, hogy bojkottálja a hadsereget. Nem fogadtak el adományokat katona családoktól és szolgálatot sem teljesítettek nekik. A katonai kormány elfoglalta a kolostorokat és több száz szerzetest tartóztattak le, köztük olyan neves vezetőket is, mint U Szumangalát vagy U Jewatát. A szerzetesek hosszú időre börtönbe kerültek. A bojkottálókat csupaszra vetkőztették. Sokukat megkínozták a vallatások során.
- 1992: Felállítottak Indiában egy Buddha-szobrot Hiderabadban. A 16 méter magas 350 tonnás kolosszus magasan a Huszain Szagar-tó fölé tornyosul. A szobrot a dalai láma is felszentelte.
- 1998. január 25.: A Tamil Ílam Felszabadító Tigrisei (angolul LTTE) halálos áldozatokat követelő öngyilkos merényletet hajtottak végre Srí Lanka legszentebb buddhista helyén, az UNESCO világörökség területén: a fog templománál, ahol Buddha fog relikviája van eltemetve. Öt személy vesztette életét, 25-en szenvedtek sérülést és a templom szerkezetét is jelentős károk érték.
- 2001. május: A világ két legmagasabb buddha-szobrát rombolták le az afganisztáni Bámiján-völgyben a tálibok.